# SG-P-6121
La SG-P-6121 es una carretera de la Red de Carreteras de la Diputación de Segovia en la provincia de Segovia (España), dividida en tres tramos (La Granja-Palazuelos de Eresma; Palazuelos de Eresma-Trescasas; Trescasas-Torrecaballeros), que une los municipios del Real Sitio de San Ildefonso, y Torrecaballeros. Tiene una longitud de 12 km.

## Localidades que atraviesa
Real Sitio de San Ildefonso, Palazuelos de Eresma, La Atalaya, Sonsoto, Trescasas, Cabanillas del Monte y Torrecaballeros.

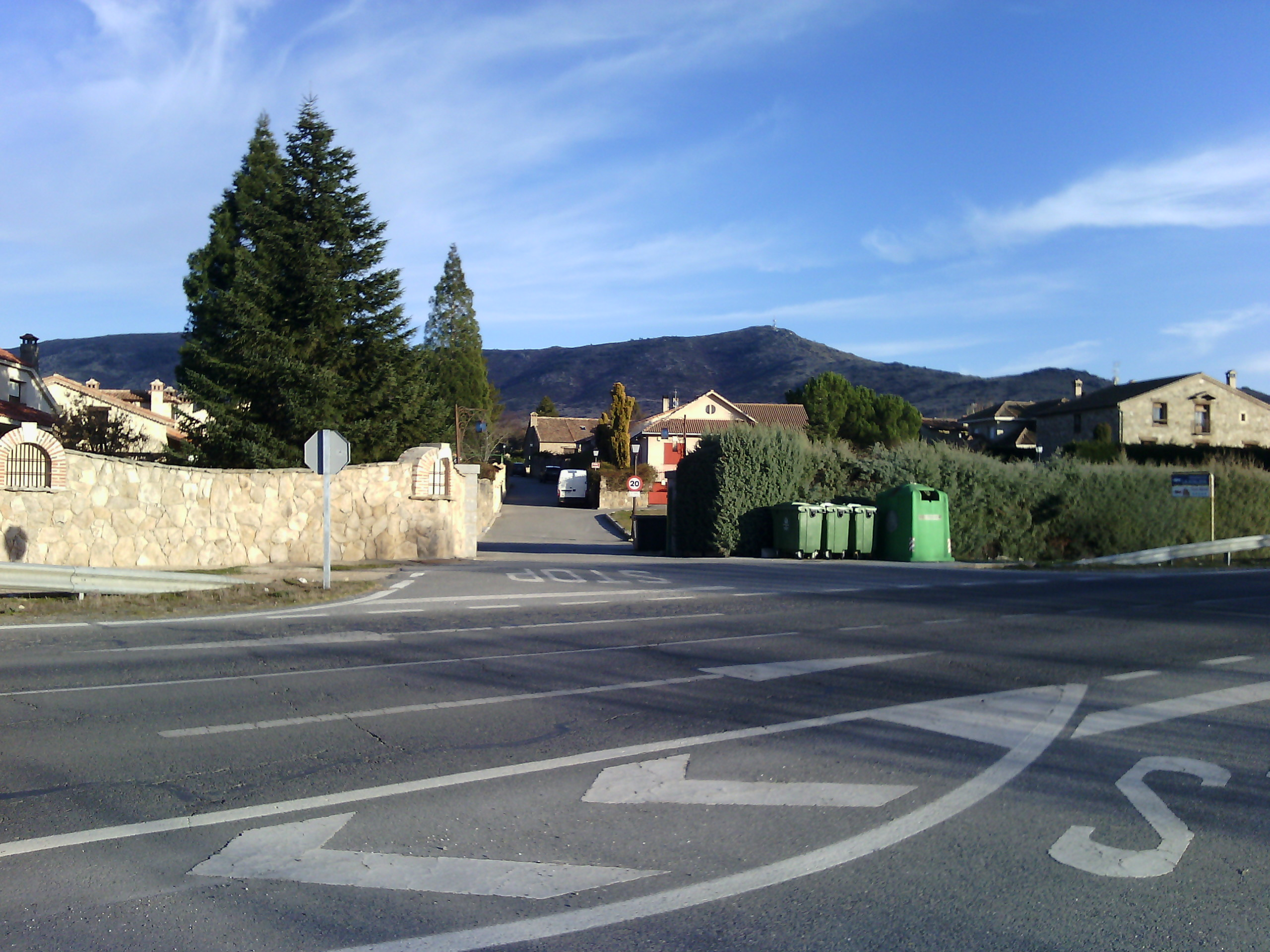
Entrada a La Atalaya desde la SG-V-6121

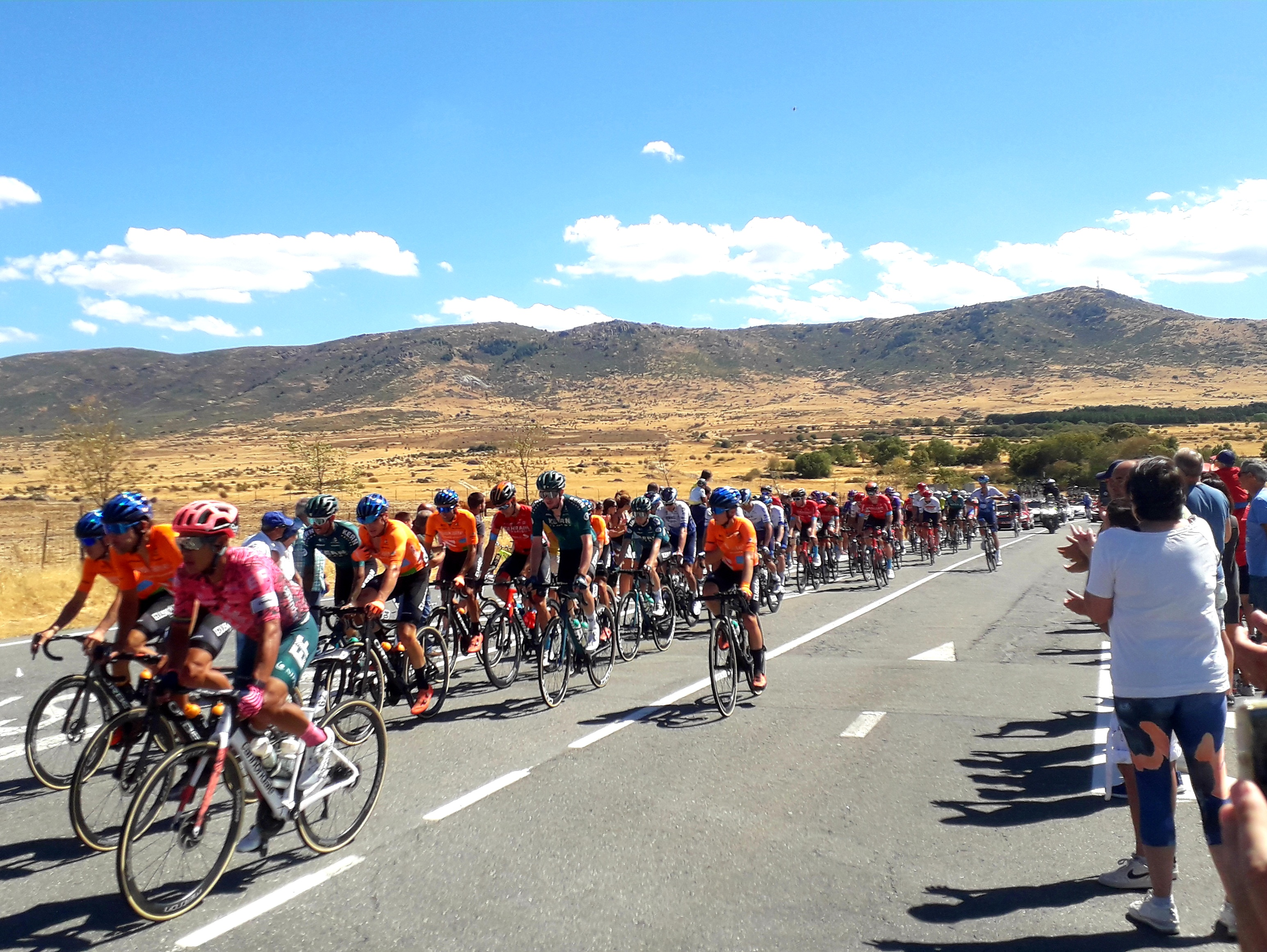
Paso de la Vuelta ciclista a España por la SG-V-6121 en Trescasas

## Áreas de servicio y descanso
- Área de servicio de La Granja (carga eléctica);[3]
- Área de servicio, Bezoya;[4]
- Área de servicio, báscula para camiones y parque, Trescasas;
- Área de servicio y aparcamiento de camiones, Torrecaballeros.

## Recorrido
| Real Sitio de San Ildefonso ( CL-601 ) - Torrecaballeros ( N-110 ) | Real Sitio de San Ildefonso ( CL-601 ) - Torrecaballeros ( N-110 ) | Real Sitio de San Ildefonso ( CL-601 ) - Torrecaballeros ( N-110 ) | Real Sitio de San Ildefonso ( CL-601 ) - Torrecaballeros ( N-110 ) |
| Señalización                                                       | Esquema                                                            | Nombre de Salida                                                   | Carretera que enlaza                                               |
| ------------------------------------------------------------------ | ------------------------------------------------------------------ | ------------------------------------------------------------------ | ------------------------------------------------------------------ |
|                                                                    |                                                                    | Segovia, Madrid                                                    | CL-601                                                             |
|                                                                    |                                                                    |                                                                    |                                                                    |
|                                                                    | Parada de autobús                                                  |                                                                    |                                                                    |
|                                                                    | Travesía Puertas Nuevas                                            |                                                                    |                                                                    |
|                                                                    |                                                                    |                                                                    |                                                                    |
| Área de servicio de La Granja (carga eléctica)                     |                                                                    |                                                                    |                                                                    |
|                                                                    |                                                                    | Paseo Juan de Borbón                                               |                                                                    |
|                                                                    |                                                                    |                                                                    |                                                                    |
|                                                                    | Calle Salamanca Calle Prado Palomo                                 |                                                                    |                                                                    |
|                                                                    | Paseo del Hospital                                                 |                                                                    |                                                                    |
|                                                                    |                                                                    |                                                                    |                                                                    |
|                                                                    | Travesía Puertas Nuevas Paseo del Hospital                         |                                                                    |                                                                    |
|                                                                    | (x2)                                                               |                                                                    |                                                                    |
|                                                                    |                                                                    | Centro Ciudad                                                      | Paseo Fuente del Príncipe                                          |
|                                                                    |                                                                    | Barrio de Chamberí                                                 |                                                                    |
|                                                                    |                                                                    |                                                                    |                                                                    |
|                                                                    | Urbanización Atalaya                                               |                                                                    |                                                                    |
|                                                                    |                                                                    |                                                                    |                                                                    |
|                                                                    | Paseo de la Constitución                                           |                                                                    |                                                                    |
|                                                                    | Tanatorio                                                          | Calle de los Donantes                                              |                                                                    |
|                                                                    |                                                                    | LA GRANJA DE SAN ILDEFONSO                                         |                                                                    |
|                                                                    |                                                                    | Río Cambrones                                                      |                                                                    |
|                                                                    |                                                                    | Cañada Real Soriana Occidental                                     | Cañada Real Soriana Occidental                                     |
|                                                                    |                                                                    | Tabanera del Monte Palazuelos de Eresma Gamones                    | SG-V-6122                                                          |
|                                                                    |                                                                    | Las Contentas                                                      | Camino Viejo de San Ildefonso                                      |
|                                                                    | Venta de La Artiaga                                                |                                                                    |                                                                    |
|                                                                    |                                                                    | Agua Bezoya                                                        |                                                                    |
| Área de servicio de Bezoya                                         |                                                                    |                                                                    |                                                                    |
|                                                                    |                                                                    | Camino de La Tejera                                                | Camino de La Tejera                                                |
|                                                                    |                                                                    | Urbanización La Atalaya                                            | Calle La Atalaya                                                   |
|                                                                    |                                                                    | Camino Municipal                                                   | Paso de ganado a la sierra                                         |
|                                                                    |                                                                    | Trescasas, Sonsoto                                                 | Calles Rancho Largo y El Sitio SG-V-6123                           |
|                                                                    |                                                                    | Camino Municipal                                                   | Camino de los Henares                                              |
|                                                                    |                                                                    | Cruce camino                                                       | Calle La Ermita Cañada de la Fuente de Santiago                    |
| Área de servicio, báscula para camiones y parque                   |                                                                    |                                                                    |                                                                    |
|                                                                    |                                                                    | Trescasas, Segovia                                                 | SG-V-6123                                                          |
|                                                                    |                                                                    |                                                                    | Vía de Servicio                                                    |
|                                                                    | Cruce Camino                                                       | Camino de la Galera                                                |                                                                    |
|                                                                    |                                                                    | Cañada de Veladíez Vía de Servicio                                 |                                                                    |
|                                                                    |                                                                    | Cabanillas del Monte                                               | SG-V-6124                                                          |
|                                                                    |                                                                    |                                                                    | Vereda de Trescasas                                                |
|                                                                    | Río Ciguiñuela                                                     |                                                                    |                                                                    |
|                                                                    |                                                                    | TORRECABALLEROS                                                    |                                                                    |
|                                                                    |                                                                    | Calle Plantío Calle de las Zarzas                                  |                                                                    |
|                                                                    | Calle Mirasierra Calle de las Zarzas                               |                                                                    |                                                                    |
|                                                                    |                                                                    |                                                                    |                                                                    |
|                                                                    | Calle San Ildefonso Calle el Potro                                 |                                                                    |                                                                    |
|                                                                    | (Parada de autobús)                                                |                                                                    |                                                                    |
|                                                                    | Calle del Molino Calle San Isidro                                  |                                                                    |                                                                    |
|                                                                    | Parada de autobús                                                  |                                                                    |                                                                    |
|                                                                    | Calle Las Pozas                                                    |                                                                    |                                                                    |
|                                                                    | Paso elevado                                                       |                                                                    |                                                                    |
|                                                                    |                                                                    | Segovia N-110 Soria                                                | N-110                                                              |
| Área de servicio y aparcamiento de camiones                        |                                                                    |                                                                    |                                                                    |